# Komory na Letnich Igrzyskach Olimpijskich 1996
Komory na Letnich Igrzyskach Olimpijskich 1996 reprezentowało czterech zawodników w jednej dyscyplinie (lekkoatletyce), trzech mężczyzn i jedna kobieta. Był to pierwszy start Komorów na letnich igrzyskach olimpijskich. Żadnemu ze sportowców nie udało się zdobyć medalu.

## Skład kadry

### Lekkoatletyka
Mężczyźni
- Hadhari Djaffar

bieg na 200 m mężczyzn (odpadł w pierwszej rundzie eliminacji)
- Hassan Abdou

bieg na 400 m mężczyzn (odpadł w pierwszej rundzie eliminacji)
- Mohamed Bakar

bieg na 100 m mężczyzn (odpadł w pierwszej rundzie eliminacji)
Kobiety
- Ahamada Haoulata

bieg na 400 m kobiet (odpadła w pierwszej rundzie eliminacji)